# Iravadia cochinchinensis
Iravadia cochinchinensis is een slakkensoort uit de familie van de Iravadiidae. De wetenschappelijke naam van de soort is voor het eerst geldig gepubliceerd in 1910 door Bavay & Dautzenberg.